# Пјано деле Кастање (Пескара)
Пјано деле Кастање (итал. Piano delle Castagne) је насеље у Италији у округу Пескара, региону Абруцо.
Према процени из 2011. у насељу је живело 410 становника. Насеље се налази на надморској висини од 531 м.